# Treatment
Een treatment is een uitvoerige en gedetailleerde beschrijving van de inhoud en het verloop van een speelfilm of audiovisuele productie. Een treatment wordt steeds in proza geschreven, zonder dialogen en in de tegenwoordige tijd. In Nederland wordt ook wel gesproken van een scenische synopsis.

## Van synopsis naar scenario
In de ontstaansgeschiedenis van een scenario is het treatment een van de te doorlopen stappen. Doorgaans stellen handboeken over scenarioschrijven de volgende fasen voor:
1. de fase van het programmavoorstel of synopsis
2. de fase van het treatment
3. de fase van het eigenlijke script of scenario

## Verschillende fasen
De bedoeling van een treatment is om wat in de synopsis werd voorgesteld verder uit te werken tot een tekst die de producer of opdrachtgever informeert en warm maakt voor het project. De scenarist gaat hierbij als volgt te werk:
1. "research": of het nu gaat om een speelfilm, een recamespotje of een documentaire, de scenarist zal eerst voorbereidend onderzoek moeten doen om vertrouwd te geraken met zijn onderwerp.
2. constructie van "premissen en subpremissen": een raad die aan beginnende scenarioschrijvers wordt gegeven is om heel duidelijk te omschrijven, liefst in één zin, waar het verhaal over gaat. Die ene zin die de inhoud in een "kernzin" samenvat is de premisse. Zo kan de premisse voor de eerste "Rambo"-film weergegeven worden als: "Vietnamveteraan komt terug en wordt door een plaatselijke sheriff zodanig gepest dat hij de strijd aanbindt tegen zijn onrechtvaardige behandeling."
3. de selectie van verteltechnieken en vertelstrategieën. Verschillende mogelijkheden staan de scenarist tot zijn beschikking. Vaak worden deze verteltechnieken samen en naast elkaar gebruikt in eenzelfde productie. Enkele voorbeelden:
  1. de presentatie in beeld, waarbij een presentator het onderwerp bespreekt (bijvoorbeeld bij een documentaire)
  2. een buitenbeeldse commentaar, de zogenaamde voice over-techniek.
  3. interviews
  4. geacteerde scènes
4. de eigenlijke "schrijffase" zelf.

## De schrijffase
De lengte van een treatment varieert van 15 tot ongeveer 150 bladzijden; opdrachtgevers geven vaak wegens tijdsdruk de voorkeur aan een kort treatment van maximum 15 pagina's. De tekst schrijft de scenarist in de derde persoon en in de tegenwoordige tijd, zonder dialogen. Hij beschrijft alles wat er te horen en te zien valt (audio-visuele aanpak). Om meer structuur aan te brengen verdeelt een scenarist het treatment soms in sequenties (in Engelse handboeken "step outline" genoemd). Daarbij wordt onderscheid gemaakt tussen continuïteitssequentie (met een doorlopende opeenvolging van shots) en compilatiesequentie (met bijeenbrengen van shots en scènes). Typisch levert bij een compilatiesequentie een buitenbeeldse stem commentaar, en de film (vaak een documentaire in dit geval) volgt deze commentaar door te tonen wat gezegd wordt.
Het schrijfproces blijft uiteraard een individueel, creatief proces. Niet alle scenaristen gaan zo gedisciplineerd te werk en beginnen met het vrij uitwerken van een idee dat pas in een tweede fase gestructureerd wordt. Dit laatste is gewoon noodzakelijk als het treatment (en het uiteindelijke scenario) moet worden voorgelegd aan een film- of televisieproducent die bereid moet zijn om geld te steken in het voorgelegde project.